# 영국 아카데미 특수효과상
영국 아카데미 영화상 특수효과상은 영국 영화 텔레비전 예술 아카데미(BAFTA)가 연례 영국 아카데미 영화상에서 수여하는 영화상이다. 이 상은 특수 효과와 시각 효과 분야의 업적을 인정한다.
BAFTA는 영화, 텔레비전, 비디오 게임(과거에는 어린이 영화 및 텔레비전에도)에 대한 연례 시상식을 주최하는 영국 단체이다.
다음 목록에서 금색 배경의 굵은 제목과 이름은 각각 수상작과 수상자이며, 굵지 않은 것은 후보작이다. 명시된 연도는 시상식 연도가 아니라 해당 영화가 개봉된 연도이며, 시상식은 항상 다음 해에 열린다.

## 수상자와 후보

### 1980년대
| 연도        | 영화                       | 수상자                                                                                |
| ----------- | -------------------------- | ------------------------------------------------------------------------------------- |
| 1982 (36회) | 폴터가이스트               | 리처드 에들런드                                                                       |
| 1982 (36회) | 블레이드 러너              | 더글러스 트럼블, 리처드 유리시치와 데이비드 드라이어                                  |
| 1982 (36회) | E.T.                       | 데니스 뮤런과 카를로 람발디                                                           |
| 1982 (36회) | 트론                       | 리처드 테일러와 해리슨 엘런쇼                                                         |
| 1983 (37회) | 제다이의 귀환              | 리처드 에들런드, 데니스 뮤런, 켄 랠스턴과 키트 웨스트                                 |
| 1983 (37회) | 다크 크리스탈              | 로이 필드, 브라이언 스미시스, 이언 윙그로브                                           |
| 1983 (37회) | 위험한 게임                | 마이클 L. 핑크, 조 디가에타노, 잭 쿠퍼만, 돈 한사드, 콜린 칸트웰과 윌리엄 A. 프레이커 |
| 1983 (37회) | 젤리그                     | 고든 윌리스, 조엘 하이넥, 스튜어트 로버트슨, 리처드 그린버그                          |
| 1984 (38회) | 인디아나 존스: 미궁의 사원 | 데니스 뮤런, 조지 깁스, 마이클 J. 맥앨리스터와 론 페터슨                              |
| 1984 (38회) | 늑대의 혈족                | 크리스토퍼 터커와 앨런 휘블리                                                         |
| 1984 (38회) | 고스트버스터즈             | 리처드 에들런드                                                                       |
| 1984 (38회) | 킬링필드                   | 프레드 크레이머                                                                       |
| 1985 (39회) | 브라질                     | 조지 깁스와 리처드 콘웨이                                                             |
| 1985 (39회) | 백 투 더 퓨처              | 케빈 파이크와 켄 랠스턴                                                               |
| 1985 (39회) | 레전드                     | 닉 알더와 피터 보이시                                                                 |
| 1985 (39회) | 카이로의 붉은 장미         | 그린버그 어소시에이츠                                                                 |
| 1986 (40회) | 에이리언 2                 | 로버트 스코탁, 브라이언 존슨, 수잔 M. 벤슨, 존 리처드슨과 스탠 윈스턴                 |
| 1986 (40회) | 미션                       | 피터 허친슨                                                                           |
| 1986 (40회) | 드림차일드                 | 덩컨 케너시, 존 스티븐슨, 크리스 카                                                   |
| 1986 (40회) | 사라의 미로여행            | 로이 필드, 브라이언 프라우드, 조지 깁스와 토니 던스터빌                               |
| 1987 (41회) | 이스트윅의 마녀들          | 마이클 란티에리, 마이클 오언스, 에드 존스, 브루스 월터스                              |
| 1987 (41회) | 플라이                     | 크리스 왈라스, 존 버그, 루이스 크레이그와 호이트 예이트먼                             |
| 1987 (41회) | 풀 메탈 재킷               | 존 에반스                                                                             |
| 1987 (41회) | 흡혈 식물 대소동           | 브랜 페런, 마틴 거터리지, 라일 콘웨이와 리처드 콘웨이                                 |
| 1988 (42회) | 누가 로저 래빗을 모함했나  | 조지 깁스, 리처드 윌리엄스, 켄 랠스턴과 에드 존스                                     |
| 1988 (42회) | 비틀쥬스                   | 피터 쿠란, 앨런 먼로, 로버트 쇼트, 테드 래                                            |
| 1988 (42회) | 마지막 황제                | 잔네토 데 로시와 파브리지오 마르티넬리                                                |
| 1988 (42회) | 로보캅                     | 롭 보틴, 필 티페트, 피터 쿠란, 로코 지오프레                                          |
| 1989 (43회) | 백 투 더 퓨처 2            | 켄 랠스턴, 마이클 란티에리, 존 벨과 스티브 걸리                                       |
| 1989 (43회) | 바론의 대모험              | 켄트 휴스턴과 리처드 콘웨이                                                           |
| 1989 (43회) | 배트맨                     | 데릭 메딩스와 존 에반스                                                               |
| 1989 (43회) | 인디아나 존스: 최후의 성전 | 조지 깁스, 마이클 J. 맥앨리스터, 마크 설리번과 존 엘리스                              |

### 1990년대
| 연도        | 영화                                  | 수상자                                                                                     |
| ----------- | ------------------------------------- | ------------------------------------------------------------------------------------------ |
| 1990 (44회) | 애들이 줄었어요                       | 제작팀                                                                                     |
| 1990 (44회) | 딕 트레이시                           | 제작팀                                                                                     |
| 1990 (44회) | 사랑과 영혼                           | 제작팀                                                                                     |
| 1990 (44회) | 토탈 리콜                             | 제작팀                                                                                     |
| 1991 (45회) | 터미네이터 2                          | 스탠 윈스턴, 데니스 뮤런, 진 워렌 주니어와 로버트 스코탁                                   |
| 1991 (45회) | 분노의 역류                           | 앨런 홀, 스콧 파라, 클레이 피니와 미카엘 살로몬                                            |
| 1991 (45회) | 가위손                                | 스탠 윈스턴                                                                                |
| 1991 (45회) | 프로스페로의 서재                     | 프란스 와멜링크, 이브 람보즈, 야마구치 마사오                                              |
| 1992 (46회) | 죽어야 사는 여자                      | 마이클 란티에리, 켄 랠스턴, 알렉 길리스, 톰 우드러프 주니어, 더그 치앙과 더글러스 스마이스 |
| 1992 (46회) | 에이리언 3                            | 리처드 에들런드, 조지 깁스, 알렉 길리스, 톰 우드러프 주니어                                |
| 1992 (46회) | 배트맨 2                              | 마이클 L. 핑크, 존 브루노, 크레이그 배런, 데니스 스코탁                                    |
| 1992 (46회) | 미녀와 야수                           | 랜디 풀머                                                                                  |
| 1993 (47회) | 쥬라기 공원                           | 데니스 뮤런, 스탠 윈스턴, 필 티페트와 마이클 란티에리                                      |
| 1993 (47회) | 알라딘                                | 돈 폴과 스티브 골드버그                                                                    |
| 1993 (47회) | 드라큘라                              | 로만 코폴라, 게리 구티에레스, 마이클 란티에리, 진 워렌 주니어                              |
| 1993 (47회) | 도망자                                | 윌리엄 메사와 로이 아보가스트                                                              |
| 1994 (48회) | 포레스트 검프                         | 켄 랠스턴, 조지 머피, 스티븐 로젠바움, 더그 치앙과 앨런 홀                                 |
| 1994 (48회) | 마스크                                | 스콧 스콰이어스, 스티브 '스파즈' 윌리엄스, 톰 버티노와 존 파핫                             |
| 1994 (48회) | 스피드                                | 보이드 셔미스, 존 프레이저, 론 브링크만, 리처드 E. 홀랜더                                  |
| 1994 (48회) | 트루 라이즈                           | 존 브루노, 토머스 L. 피셔, 자크 스트로와이스, 패트릭 맥클렁과 제이미 딕슨                  |
| 1995 (49회) | 아폴로 13                             | 로버트 레가토, 마이클 칸퍼, 맷 스위니와 레슬리 에커                                        |
| 1995 (49회) | 꼬마돼지 베이브                       | 스콧 E. 앤더슨, 닐 스캔런, 존 콕스, 크리스 채티와 찰스 깁슨                                |
| 1995 (49회) | 007 골든 아이                         | 크리스 코불드, 데릭 메딩스, 브라이언 스미시스                                              |
| 1995 (49회) | 워터월드                              | 마이클 J. 맥앨리스터, 브래드 큐흔, 로버트 스펄록, 마틴 브레신                              |
| 1996 (50회) | 트위스터                              | 스테판 팡메이어, 존 프레이저, 헨리 라바운타, 하비브 자가르푸어                             |
| 1996 (50회) | 인디펜던스 데이                       | 트리샤 헨리 애쉬포드, 볼커 엥겔, 클레이 피니, 더글러스 스미스, 조 비스코실                 |
| 1996 (50회) | 너티 프로페서                         | 존 파핫                                                                                    |
| 1996 (50회) | 토이 스토리                           | 이벤 피스크 오스트비와 빌 리브스                                                           |
| 1997 (51회) | 제5원소                               | 마크 스테슨, 카렌 굴레카스, 닉 알더, 닐 코불드와 닉 두드먼                                 |
| 1997 (51회) | 바로워즈                              | 피터 치앙                                                                                  |
| 1997 (51회) | 맨 인 블랙                            | 에릭 브레비그, 릭 베이커, 롭 콜먼, 피터 체스니                                             |
| 1997 (51회) | 타이타닉                              | 로버트 레가토, 마크 라소프, 토머스 L. 피셔, 마이클 칸퍼                                    |
| 1998 (52회) | 라이언 일병 구하기                    | 스테판 팡메이어, 로저 가이엣, 닐 코불드                                                    |
| 1998 (52회) | 개미                                  | 필립 글루크만, 존 벨, 켄달 크롱카이트, 켄 빌렌버그                                         |
| 1998 (52회) | 꼬마 돼지 베이브 2                    | 빌 웨스턴호퍼, 닐 스캔런, 크리스 고드프리, 그레이엄 앤드류                                 |
| 1998 (52회) | 트루먼 쇼                             | 마이클 J. 맥앨리스터, 브래드 큐흔, 크레이그 배런, 피터 체스니                              |
| 1999 (53회) | 매트릭스                              | 존 가이타, 스티브 코틀리, 야네크 시르스와 존 툼                                            |
| 1999 (53회) | 벅스 라이프                           | 빌 리브스, 이벤 피스크 오스트비, 릭 세이어, 섀런 칼라한                                    |
| 1999 (53회) | 미이라                                | 존 버턴, 다니엘 진넷, 벤 스노우, 크리스 코불드                                             |
| 1999 (53회) | 슬리피 할로우                         | 짐 미첼, 케빈 야거, 조스 윌리엄스, 패디 이슨                                               |
| 1999 (53회) | 스타워즈 에피소드 1: 보이지 않는 위험 | 존 놀, 데니스 뮤런, 스콧 스콰이어스, 롭 콜먼                                               |

### 2000년대
| 연도        | 영화                                   | 수상자                                                                  |
| ----------- | -------------------------------------- | ----------------------------------------------------------------------- |
| 2000 (54회) | 퍼펙트 스톰                            | 스테판 팡메이어, 존 프레이저, 월트 콘티, 하비브 자가르푸어, 팀 알렉산더 |
| 2000 (54회) | 치킨 런                                | 패디 이슨, 마크 넬메스, 데이브 알렉스 리뎃                              |
| 2000 (54회) | 와호장룡                               | 롭 홋지슨, 레오 로, 조너선 F. 스틸런드, 베시 추크, 트래비스 바우만      |
| 2000 (54회) | 글래디에이터                           | 존 넬슨, 닐 코불드, 팀 버크, 롭 하비                                    |
| 2000 (54회) | 버티칼 리미트                          | 켄트 휴스턴, 트리샤 헨리 애쉬포드, 닐 코불드, 존 폴 도허티, 디온 해치   |
| 2001 (55회) | 반지의 제왕: 반지 원정대               | 짐 리겔, 리처드 테일러, 앨릭스 펑키, 랜달 윌리엄 쿡, 마크 스테슨        |
| 2001 (55회) | A.I.                                   | 데니스 뮤런, 스콧 파라, 마이클 란티에리                                 |
| 2001 (55회) | 해리 포터와 마법사의 돌                | 로버트 레가토, 닉 데이비스, 존 리처드슨, 로저 가이엣, 짐 버니           |
| 2001 (55회) | 물랑 루즈                              | 크리스 고드프리 앤디 브라운, 네이선 맥기네스, 브라이언 콕스             |
| 2001 (55회) | 슈렉                                   | 켄 빌렌버그                                                             |
| 2002 (56회) | 반지의 제왕: 두 개의 탑                | 짐 리겔, 조 레터리, 랜달 윌리엄 쿡, 앨릭스 펑키                         |
| 2002 (56회) | 갱스 오브 뉴욕                         | R. 브루스 스타인하이머, 마이클 오언스, 에드 허시, 존 알렉산더           |
| 2002 (56회) | 해리 포터와 비밀의 방                  | 짐 미첼, 닉 데이비스, 존 리처드슨, 빌 조지, 닉 두드먼                   |
| 2002 (56회) | 마이너리티 리포트                      | 스콧 파라, 마이클 란티에리, 네이선 맥기네스, 헨리 라바운타              |
| 2002 (56회) | 스파이더맨                             | 존 다익스트라, 스콧 스톡다이크, 존 프레이저, 앤서니 라몰리나라          |
| 2003 (57회) | 반지의 제왕: 왕의 귀환                 | 조 레터리, 짐 리겔, 랜달 윌리엄 쿡, 앨릭스 펑키                         |
| 2003 (57회) | 빅 피쉬                                | 케빈 스콧 맥, 세스 모리, 린지 맥고완, 패디 이슨                         |
| 2003 (57회) | 킬 빌 1부                              | 토미 톰, 기아 관, 탐 와이, 키트 렁, 자코 웡, 힌 렁                      |
| 2003 (57회) | 마스터 앤드 커맨더: 위대한 정복자      | 스테판 팡메이어, 네이선 맥기네스, 로버트 스트롬버그, 댄 수딕            |
| 2003 (57회) | 캐리비안의 해적: 블랙 펄의 저주        | 존 놀, 핼 히켈, 테리 프레이지, 찰스 깁슨                                |
| 2004 (58회) | 투모로우                               | 카렌 굴레카스, 닐 코불드, 그레그 스트로스, 레모 발셀스                  |
| 2004 (58회) | 에비에이터                             | 로버트 레가토, 피터 G. 트래버스, 매튜 그라츠너, R. 브루스 스타인하이머  |
| 2004 (58회) | 해리 포터와 아즈카반의 죄수            | 존 리처드슨, 로저 가이엣, 팀 버크, 빌 조지, 칼 무니                     |
| 2004 (58회) | 연인                                   | 앤지 램 앤디 브라운, 커스티 밀러, 루크 헤더링턴                         |
| 2004 (58회) | 스파이더맨 2                           | 존 다익스트라, 스콧 스톡다이크, 앤서니 라몰리나라, 존 프레이저          |
| 2005 (59회) | 킹콩                                   | 조 레터리, 크리스천 리버스, 브라이언 밴트헐, 리처드 테일러              |
| 2005 (59회) | 배트맨 비긴즈                          | 야네크 시르스, 댄 글래스, 크리스 코불드, 폴 J. 프랭클린                 |
| 2005 (59회) | 찰리와 초콜릿 공장                     | 닉 데이비스, 존 툼, 채스 재럿, 조스 윌리엄스                            |
| 2005 (59회) | 나니아 연대기: 사자, 마녀, 그리고 옷장 | 딘 라이트, 빌 웨스턴호퍼, 짐 버니, 스콧 파라                            |
| 2005 (59회) | 해리 포터와 불의 잔                    | 짐 미첼, 존 리처드슨, 팀 웨버, 팀 알렉산더                              |
| 2006 (60회) | 캐리비안의 해적: 망자의 함             | 존 놀, 핼 히켈, 찰스 깁슨, 앨런 홀                                      |
| 2006 (60회) | 007 카지노 로얄                        | 스티븐 베그, 크리스 코불드, 존 폴, 디치 도이                            |
| 2006 (60회) | 칠드런 오브 맨                         | 프레이저 처칠, 팀 웨버, 마이크 이메스, 폴 코불드                        |
| 2006 (60회) | 판의 미로                              | 에드워드 이라스토르자, 에버렛 버렐, 다비드 마르티, 몽세 리베            |
| 2006 (60회) | 수퍼맨 리턴즈                          | 마크 스테슨, 닐 코불드, 리처드 R. 후버, 존 툼                           |
| 2007 (61회) | 황금나침반                             | 마이클 핑크, 빌 웨스턴호퍼, 벤 모리스, 트레버 우드                      |
| 2007 (61회) | 본 얼티메이텀                          | 피터 치앙, 찰리 노블, 마티아스 린다르, 조스 윌리엄스                    |
| 2007 (61회) | 해리 포터와 불사조 기사단              | 팀 버크, 존 리처드슨, 엠마 노튼, 크리스 쇼                              |
| 2007 (61회) | 캐리비안의 해적: 세상의 끝에서         | 존 놀, 찰스 깁슨, 핼 히켈, 존 프레이저                                  |
| 2007 (61회) | 스파이더맨 3                           | 스콧 스톡다이크, 피터 노프츠, 존 프레이저, 스펜서 쿡                    |
| 2008 (62회) | 벤자민 버튼의 시간은 거꾸로 간다       | 에릭 바바, 크레이그 배런, 네이선 맥기네스, 에드슨 윌리엄스              |
| 2008 (62회) | 다크 나이트                            | 크리스 코불드, 닉 데이비스, 폴 프랭클린, 팀 웨버                        |
| 2008 (62회) | 인디아나 존스: 크리스탈 해골의 왕국    | 파블로 헬만                                                             |
| 2008 (62회) | 아이언맨                               | 셰인 패트릭 마한, 존 넬슨, 벤 스노우                                    |
| 2008 (62회) | 007 퀀텀 오브 솔러스                   | 크리스 코불드, 케빈 토드 호그                                           |
| 2009 (63회) | 아바타                                 | 조 레터리, 스티븐 로젠바움, 리처드 베인햄, 앤드류 R. 존스               |
| 2009 (63회) | 디스트릭트 9                           | 댄 카우프만, 피터 뮤이저스, 로버트 하브로스, 맷 아이트켄                |
| 2009 (63회) | 해리 포터와 혼혈 왕자                  | 존 리처드슨, 팀 버크, 팀 알렉산더, 니콜라스 아이타디                    |
| 2009 (63회) | 허트 로커                              | 리처드 스터츠만                                                         |
| 2009 (63회) | 스타 트렉: 더 비기닝                   | 로저 가이엣, 러셀 얼, 폴 카바나, 버트 달튼                              |

### 2010년대
| 연도        | 영화                              | 수상자                                                               |
| ----------- | --------------------------------- | -------------------------------------------------------------------- |
| 2010 (64회) | 인셉션                            | 크리스 코불드, 폴 프랭클린, 앤드류 로클리, 피터 베브                 |
| 2010 (64회) | 이상한 나라의 앨리스              | 켄 랠스턴, 데이비드 샤우브, 숀 필립스, 캐리 빌레가스                 |
| 2010 (64회) | 블랙 스완                         | 댄 슈레커                                                            |
| 2010 (64회) | 해리 포터와 죽음의 성물 1부       | 팀 버크, 존 리처드슨, 니콜라스 아이타디, 크리스천 만츠               |
| 2010 (64회) | 토이 스토리 3                     | 귀도 콰로니, 마이클 퐁, 데이비드 류                                  |
| 2011 (65회) | 해리 포터와 죽음의 성물 2부       | 팀 버크, 존 리처드슨, 그레그 버틀러, 데이비드 비커리                 |
| 2011 (65회) | 틴틴: 유니콘호의 비밀             | 조 레터리, 키스 밀러, 웨인 스테이블스, 제이미 비어드                 |
| 2011 (65회) | 휴고                              | 로버트 레가토, 벤 그로스만, 조스 윌리엄스                            |
| 2011 (65회) | 혹성탈출: 진화의 시작             | 조 레터리, 댄 레먼, R. 크리스토퍼 화이트                             |
| 2011 (65회) | 워 호스                           | 벤 모리스, 닐 코불드                                                 |
| 2012 (66회) | 라이프 오브 파이                  | 빌 웨스턴호퍼, 기욤 로슈롱, 에릭얀 데 부어                           |
| 2012 (66회) | 어벤져스                          | 야네크 시르스, 제프 화이트, 가이 윌리엄스, 댄 수딕                   |
| 2012 (66회) | 다크 나이트 라이즈                | 폴 프랭클린, 크리스 코불드, 피터 베브, 앤드류 로클리                 |
| 2012 (66회) | 호빗: 뜻밖의 여정                 | 조 레터리, 에릭 사인던, 데이비드 클레이턴, R. 크리스토퍼 화이트      |
| 2012 (66회) | 프로메테우스                      | 리처드 스탬머스, 찰리 헨리, 트레버 우드, 폴 버터워스                 |
| 2013 (67회) | 그래비티                          | 팀 웨버, 크리스 로렌스, 데이브 셔크, 닐 코불드, 니키 페니            |
| 2013 (67회) | 호빗: 스마우그의 폐허             | 조 레터리, 에릭 사인던, 데이비드 클레이턴, 에릭 레이놀즈             |
| 2013 (67회) | 아이언맨 3                        | 브라이언 그릴, 크리스토퍼 타운센드, 가이 윌리엄스, 댄 수딕           |
| 2013 (67회) | 퍼시픽 림                         | 핼 히켈, 존 놀, 린디 디콰트로, 나이젤 섬너                           |
| 2013 (67회) | 스타트렉 다크니스                 | 로저 가이엣, 패트릭 투박, 벤 그로스만, 버트 달튼                     |
| 2014 (68회) | 인터스텔라                        | 폴 프랭클린, 스콧 R. 피셔, 앤드류 로클리, 이언 헌터                  |
| 2014 (68회) | 혹성탈출: 반격의 서막             | 조 레터리, 댄 레먼, 에릭 윙퀴스트, 대니얼 바렛                       |
| 2014 (68회) | 가디언즈 오브 갤럭시              | 스테판 세레티, 폴 코불드, 조너선 포크너, 니콜라스 아이타디           |
| 2014 (68회) | 호빗: 다섯 군대 전투              | 조 레터리, 에릭 사인던, 데이비드 클레이턴, R. 크리스토퍼 화이트      |
| 2014 (68회) | 엑스맨: 데이즈 오브 퓨처 패스트   | 리처드 스탬머스, 앤더스 랭랜즈, 팀 크로스비, 캐머런 월드바워         |
| 2015 (69회) | 스타워즈: 깨어난 포스             | 크리스 코불드, 로저 가이엣, 폴 카바나, 닐 스캔런                     |
| 2015 (69회) | 앤트맨                            | 제이크 모리슨, 그레그 스틸, 댄 수딕, 알렉스 우트케                   |
| 2015 (69회) | 엑스 마키나                       | 마크 윌리엄스 아딩턴, 사라 베넷, 폴 노리스, 앤드류 화이트허스트      |
| 2015 (69회) | 매드 맥스: 분노의 도로            | 앤드류 잭슨, 댄 올리버, 톰 우드, 앤디 윌리엄스                       |
| 2015 (69회) | 마션                              | 팀 레드버리, 리처드 스탬머스, 스티븐 워너                            |
| 2016 (70회) | 정글북                            | 로버트 레가토, 댄 레먼, 앤드류 R. 존스, 애덤 발데즈                  |
| 2016 (70회) | 컨택트                            | 루이스 모린                                                          |
| 2016 (70회) | 닥터 스트레인지                   | 리처드 블러프, 스테판 세레티, 폴 코불드, 조너선 포크너               |
| 2016 (70회) | 신비한 동물사전                   | 팀 버크, 파블로 그릴로, 크리스천 만츠, 데이비드 왓킨스               |
| 2016 (70회) | 로그 원: 스타워즈 스토리          | 닐 코불드, 핼 히켈, 모헨 레오, 존 놀, 나이젤 섬너                    |
| 2017 (71회) | 블레이드 러너 2049                | 리처드 R. 후버, 폴 램버트, 게르트 네프처, 존 넬슨                    |
| 2017 (71회) | 덩케르크                          | 스콧 피셔, 앤드류 잭슨, 폴 코불드, 앤드류 로클리                     |
| 2017 (71회) | 셰이프 오브 워터: 사랑의 모양     | 데니스 베라르디, 트레이 해럴, 마이크 힐, 케빈 스콧                   |
| 2017 (71회) | 스타워즈: 라스트 제다이           | 스티븐 애플린, 크리스 코불드, 벤 모리스, 닐 스캔런                   |
| 2017 (71회) | 혹성탈출: 종의 전쟁               | 대니얼 바렛, 댄 레먼, 조 레터리, 조엘 휘스트                         |
| 2018 (72회) | 블랙 팬서                         | 제프리 바우만, 제시 제임스 치섬, 크레이그 햄맥, 댄 수딕              |
| 2018 (72회) | 어벤져스: 인피니티 워             | 댄 덜루, 러셀 얼, 켈리 포트, 댄 수딕                                 |
| 2018 (72회) | 신비한 동물들과 그린델왈드의 범죄 | 팀 버크, 앤디 카인드, 크리스천 만츠, 데이비드 왓킨스                 |
| 2018 (72회) | 퍼스트 맨                         | 이언 헌터, 폴 램버트, 트리스탄 마일스, J.D. 스웜                     |
| 2018 (72회) | 레디 플레이어 원                  | 매튜 E. 버틀러, 그래디 코퍼, 로저 가이엣, 데이브 셔크                |
| 2019 (73회) | 1917                              | 그레그 버틀러, 기욤 로슈롱, 도미닉 투히                              |
| 2019 (73회) | 어벤져스: 엔드게임                | 댄 덜루, 댄 수딕                                                     |
| 2019 (73회) | 아이리시맨                        | 이반 부스케츠, 레안드로 에스테베코레나, 스테판 그라블리, 파블로 헬만 |
| 2019 (73회) | 라이온 킹                         | 앤드류 R. 존스, 로버트 레가토, 엘리엇 뉴먼, 애덤 발데즈              |
| 2019 (73회) | 스타워즈: 라이즈 오브 스카이워커  | 로저 가이엣, 폴 카바나, 닐 스캔런, 도미닉 투히                       |

### 2020년대
| 연도        | 영화                           | 수상자                                                         |
| ----------- | ------------------------------ | -------------------------------------------------------------- |
| 2020 (74회) | 테넷                           | 스콧 피셔, 앤드류 잭슨, 앤드류 로클리                          |
| 2020 (74회) | 그레이하운드                   | 피트 베브, 네이선 맥기네스, 세바스찬 폰 오버하이트             |
| 2020 (74회) | 미드나이트 스카이              | 맷 캐시미어, 크리스 로렌스, 데이비드 왓킨스                    |
| 2020 (74회) | 뮬란                           | 숀 파덴, 스티브 잉그램, 앤더스 랭랜즈, 세스 모리               |
| 2020 (74회) | 오직 하나뿐인 아이반           | 산티아고 콜로모 마르티네즈, 닉 데이비스, 그레그 피셔           |
| 2021 (75회) | 듄                             | 브라이언 코너, 폴 램버트, 트리스탄 마일스, 게르트 네프처       |
| 2021 (75회) | 프리 가이                      | 스벤 길버그, 브라이언 그릴, 니코스 칼라이치디스, 댄 수딕       |
| 2021 (75회) | 고스트버스터즈 라이즈          | 아하론 보얼랜드, 시나 더갈, 피에르 르페브르, 알레산드로 온가로 |
| 2021 (75회) | 매트릭스: 리저렉션             | 톰 데벤햄, 휴 J. 에반스, 댄 글래스, J. D. 스웜                 |
| 2021 (75회) | 007 노 타임 투 다이            | 마크 바코스키, 크리스 코불드, 조엘 그린, 찰리 노블             |
| 2022 (76회) | 아바타: 물의 길                | 리처드 베인햄, 대니얼 바렛, 조 레터리, 에릭 사인던             |
| 2022 (76회) | 서부 전선 이상 없다            | 마르쿠스 프랑크, 카밀 자파르, 빅토르 뮐러, 프랑크 페촐트       |
| 2022 (76회) | 더 배트맨                      | 러셀 얼, 댄 레먼, 앤더스 랭랜즈, 도미닉 투히                   |
| 2022 (76회) | 에브리씽 에브리웨어 올 앳 원스 | 벤자민 브루어, 에단 펠드바우, 조너선 콤브린크, 자크 스톨츠     |
| 2022 (76회) | 탑건: 매버릭                   | 세스 힐, 스콧 R. 피셔, 브라이언 리슨, 라이언 투드호프          |
| 2023 (77회) | 가여운 것들                    | 팀 바터, 사이먼 휴스, 딘 쿤줄, 제인 페이튼                     |
| 2023 (77회) | 크리에이터                     | 조너선 불록, 셰르메인 찬, 이언 콤리, 제이 쿠퍼                 |
| 2023 (77회) | 가디언즈 오브 갤럭시: Volume 3 | 테오 비알렉, 스테판 세레티, 알렉시스 와이즈브롯, 가이 윌리엄스 |
| 2023 (77회) | 미션 임파서블: 데드 레코닝     | 닐 코불드, 시모네 코코, 제프 서덜랜드, 알렉스 우트케           |
| 2023 (77회) | 나폴레옹                       | 헨리 배짓, 닐 코불드, 찰리 헨리, 뤽외웬 마르탱페누유           |
| 2024 (78회) | 듄: 파트 2                     | 폴 램버트, 스티븐 제임스, 리스 살콤, 게르트 네프처             |
| 2024 (78회) | 베터 맨                        | 루크 밀러, 데이비드 클레이턴, 키스 헤프트, 피터 스텁스         |
| 2024 (78회) | 글래디에이터 Ⅱ                 | 마크 바코스키, 닐 코불드, 니키 페니, 피에트로 폰티             |
| 2024 (78회) | 혹성탈출: 새로운 시대          | 에릭 윙퀴스트, 스티븐 언터프란츠, 폴 스토리, 로드니 버크       |
| 2024 (78회) | 위키드                         | 파블로 헬만, 조너선 포크너, 데이비드 셔크, 폴 코불드           |

## 같이 보기
- 아카데미 시각효과상
- 크리틱스 초이스 영화상 시각효과상